# Ronnie Barker

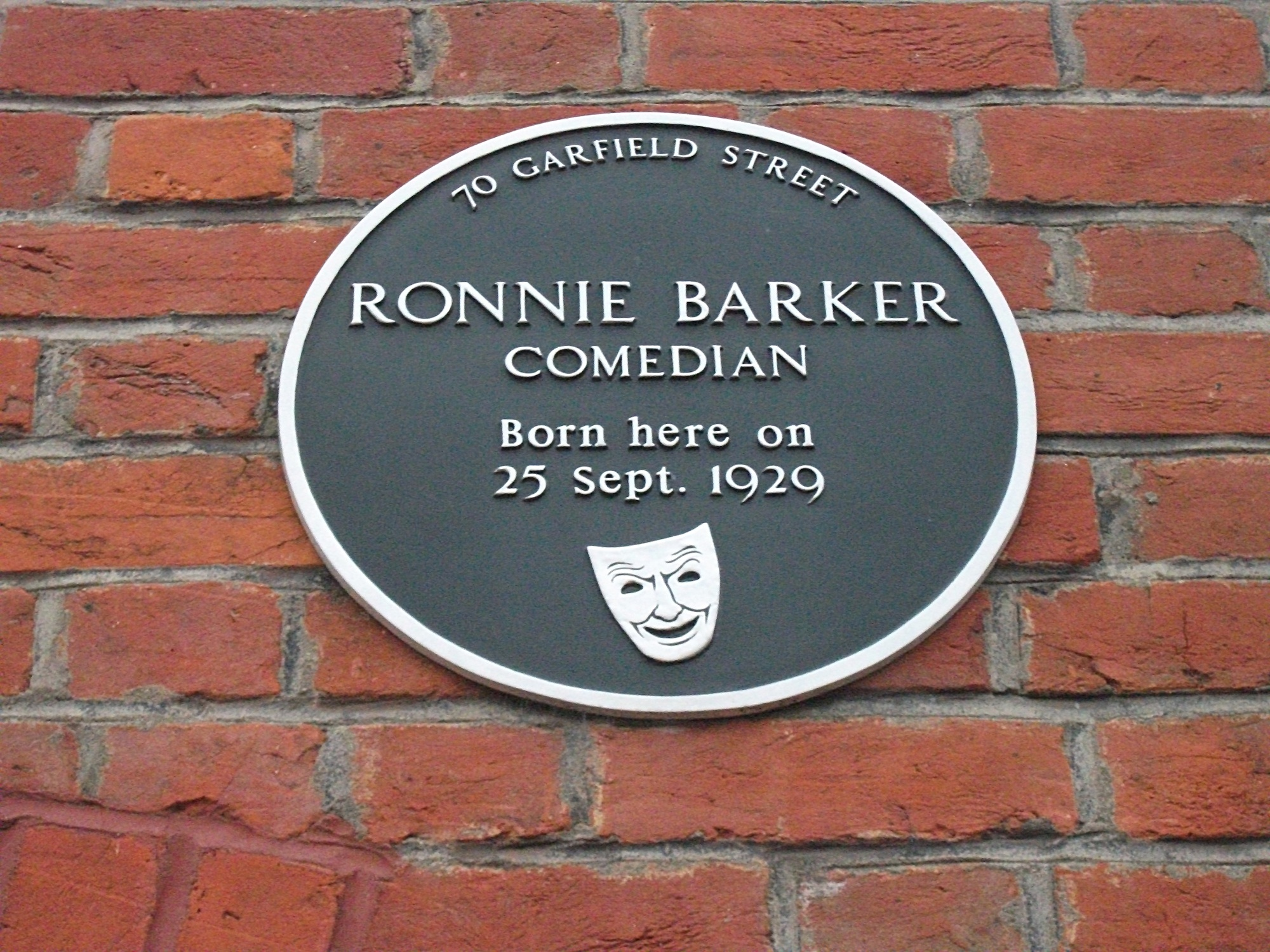
Bord bij zijn geboorteplaats

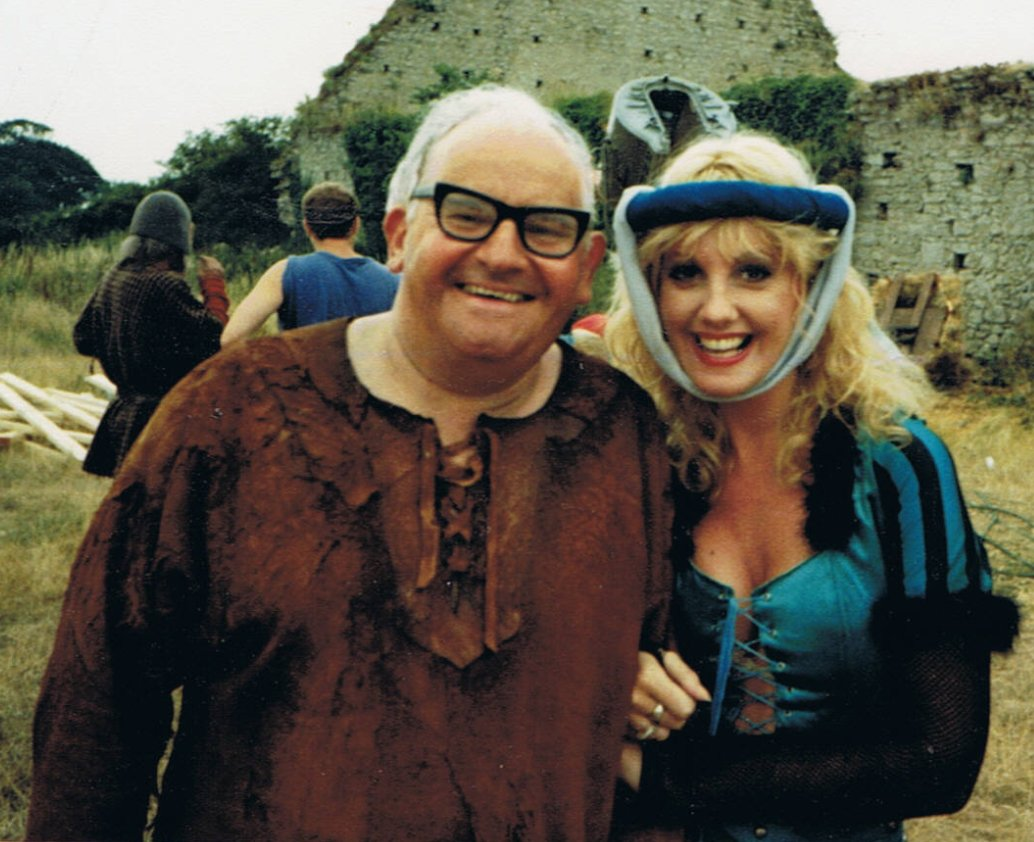
Susie Silvey en Ronnie Barker

Ronald William George Barker (Bedford, 25 september
1929 — Dean, 3 oktober 2005) was een Engels komiek en acteur, die ook schreef onder het pseudoniem Gerald Wiley.

## Leven
De in Bedfordshire geboren Barker had twee zusters. Zijn vader was klerk bij het oliebedrijf Shell, en het gezin verhuisde naar Oxfordshire. De jonge Barker schreef toneelstukken voor zijn familie. Vaak bezocht hij het theater in het Oxford Playhouse.
Hij verliet de school op zijn zestiende om als bankklerk te werken. In 1948 vervoegde hij zich bij de toneelvereniging van Aylesbury. Later ging hij bij het Playhouse Theatre van Oxford spelen, dat toentertijd door Frank Shelley geleid werd. Hij werkte er eveneens als toneelknecht, en kreeg daarvoor 2,10 Britse pond per week betaald. Samen met Shelley speelde hij in een aantal stukken, waaronder A Cuckoo in the Nest van Ben Traver. In 1993 droeg Barker zijn autobiografie aan Shelley op.
Barker werkte nog een tijd als acteur en assistent-toneelmeester bij het toneel van Manchester, totdat Sir Peter Hall hem een theaterrol in de West End aanbood. In 1956 verscheen hij voor het eerst op de radio en vertolkte een aantal kleine rolletjes in het Radio 2-programma The Navy Lark. Voor de televisie schreef hij vele satirische sketches, waaronder een reeks die hij samen met Ronnie Corbett en John Cleese speelde in The Frost Report. Samen met David Jason speelde hij in Hark at Barker, Porridge en Open All Hours. In deze laatste reeks, geschreven door Roy Clarke, speelde Barker een stotterende en gierige winkelbediende met Jason als zijn hulpje. Deze reeks liep gedurende vier seizoenen. Ook populair was Porridge, dat Barker persoonlijk het hoogtepunt uit zijn carrière vond en waarvan in 1979 een film werd gemaakt. De sitcom Going Straight was minder populair, maar won een aantal 
BAFTA's. Een mislukking was de reeks The Magnificent Evans, maar dit tastte Barkers reputatie als acteur niet aan.
Barker wordt vooral herinnerd als een helft van The Two Ronnies: samen met Ronnie Corbett schreef hij talloze humoristische stukjes, sketches en liederen, die door het publiek sterk gewaardeerd werden. Teneinde te vermijden dat men zijn werk bevooroordeeld zou benaderen,
schreef hij veel materiaal voor andere televisie- en radioprogramma's onder pseudoniem, met name als Gerald Wiley ('wily' betekent arglistig, geslepen). Daarnaast maakte hij drie films: Futtock's End, The Picnic en By the Sea. Er wordt nauwelijks in gesproken.
Voorts schreef Barker twee toneelstukken, Rub A Dub Dub en Mum, nog twee komische reeksen, His Lordship Entertains en Clarence, en maakte hij een langspeelplaat, A Pint of Old and Filthy.
In 1988 ging Barker met pensioen en trok zich terug in een dorpje in de Cotswolds, waar hij een antiekwinkeltje openhield. Sporadisch nam hij nog rollen op, waaronder de butler van Churchill in de BBC-reeks The Gathering Storm in 2002, en een jaar later speelde hij in de film My House in Umbria. Hij ontving in 2004 nog een BAFTA en was van plan een comeback op televisie te maken. The Two Ronnies zijn zo in 2005 nog herenigd voor een compilatieprogramma, The Two Ronnies Sketchbook en maakten een kerstgelegenheidsuitzending voor 2005.
Barker werd in een peiling onder komieken en mensen uit de amusementsindustrie in 2005 tot de twintig beste komieken ooit gerekend en het nieuws van zijn dood kreeg veel aandacht in landen waar Britse uitwijkelingen wonen.
Barker was in 1957 met Joy Tubb gehuwd en had drie kinderen, van wie Adam Barker en Charlotte Barker eveneens acteurs zijn. Hij stierf aan een hartaanval in een lokaal verzorgingstehuis.
- Bibliothèque nationale de France: cb14066960r (data)
- Gemeinsame Normdatei: 1215904991
- International Standard Name Identifier: 0000 0000 6308 4169
- Library of Congress Control Number: n50017409
- Nationale Bibliotheek van Tsjechië: xx0162670
- Nationale Bibliotheek van Israël: 987007442014705171
- Nederlandse Thesaurus van Auteursnamen: 07176268X
- SNAC: w6q393dd
- Système universitaire de documentation: 089071999
- Trove: 790116
- Virtual International Authority File: 2676198
- WorldCat: E39PBJc3JpYQwjrTrj4mJvjjYP